# Guan pit-roig
El guan pit-roig (Penelope pileata) és una espècie d'ocell de la família dels cràcids (Cracidae) que habita la selva del centre del Brasil, al sud de l'Amazones, entre els rius Madeira i Tapajós.